# Wereldkampioenschappen schoonspringen 2017
De wereldkampioenschappen schoonspringen 2017 werden van 14 tot en met 22 juli 2017 gehouden in de Danube Arena in Boedapest, Hongarije. Het toernooi was integraal onderdeel van de wereldkampioenschappen zwemsporten 2017.

## Programma
| V | Voorronde | HF | Halve finale | Goud | Finale |

| Onderdeel                | Juli | Juli | Juli | Juli | Juli | Juli | Juli | Juli | Juli | Juli | Juli | Juli | Juli | Juli | Juli | Juli | Juli | Juli |
| Onderdeel                | 14   | 14   | 15   | 15   | 16   | 16   | 17   | 17   | 18   | 18   | 19   | 19   | 20   | 20   | 21   | 21   | 22   | 22   |
| ------------------------ | ---- | ---- | ---- | ---- | ---- | ---- | ---- | ---- | ---- | ---- | ---- | ---- | ---- | ---- | ---- | ---- | ---- | ---- |
| 1 m plank (m)            | V    | V    |      |      | Goud | Goud |      |      |      |      |      |      |      |      |      |      |      |      |
| 3 m plank (m)            |      |      |      |      |      |      |      |      |      |      | V    | HF   | Goud | Goud |      |      |      |      |
| 10 m toren (m)           |      |      |      |      |      |      |      |      |      |      |      |      |      |      | V    | HF   | Goud | Goud |
| 3 m plank synchroon (m)  |      |      | V    | Goud |      |      |      |      |      |      |      |      |      |      |      |      |      |      |
| 10 m toren synchroon (m) |      |      |      |      |      |      | V    | Goud |      |      |      |      |      |      |      |      |      |      |
|                          |      |      |      |      |      |      |      |      |      |      |      |      |      |      |      |      |      |      |
| 1 m plank (v)            | V    | V    | Goud | Goud |      |      |      |      |      |      |      |      |      |      |      |      |      |      |
| 3 m plank (v)            |      |      |      |      |      |      |      |      |      |      |      |      | V    | HF   | Goud | Goud |      |      |
| 10 m toren (v)           |      |      |      |      |      |      |      |      | V    | HF   | Goud | Goud |      |      |      |      |      |      |
| 3 m plank synchroon (v)  |      |      |      |      |      |      | V    | Goud |      |      |      |      |      |      |      |      |      |      |
| 10 m toren synchroon (v) |      |      |      |      | V    | Goud |      |      |      |      |      |      |      |      |      |      |      |      |
|                          |      |      |      |      |      |      |      |      |      |      |      |      |      |      |      |      |      |      |
| 3 m plank synchroon (g)  |      |      |      |      |      |      |      |      |      |      |      |      |      |      |      |      | Goud | Goud |
| 10 m toren synchroon (g) |      |      | Goud | Goud |      |      |      |      |      |      |      |      |      |      |      |      |      |      |
| Landenwedstrijd          |      |      |      |      |      |      |      |      | Goud | Goud |      |      |      |      |      |      |      |      |
| Totaal                   |      |      | 3    | 3    | 2    | 2    | 2    | 2    | 1    | 1    | 1    | 1    | 1    | 1    | 1    | 1    | 2    | 2    |

## Medailles

### Mannen
| Onderdeel   | Goud        | Goud                             | Zilver      | Zilver                            | Brons       | Brons                         |
| Individueel | Individueel | Individueel                      | Individueel | Individueel                       | Individueel | Individueel                   |
| ----------- | ----------- | -------------------------------- | ----------- | --------------------------------- | ----------- | ----------------------------- |
| 1 m plank   | CHN         | Peng Jianfeng                    | CHN         | He Chao                           | ITA         | Giovanni Tocci                |
| 3 m plank   | CHN         | Xie Siyi                         | GER         | Patrick Hausding                  | RUS         | Ilja Zacharov                 |
| 10 m toren  | GBR         | Tom Daley                        | CHN         | Chen Aisen                        | CHN         | Yang Jian                     |
| Synchroon   |             |                                  |             |                                   |             |                               |
| 3 m plank   | RUS         | Jevgeni Koeznetsov Ilja Zacharov | CHN         | Cao Yuan Xie Siyi                 | UKR         | Oleg Kolodij Illja Kvasja     |
| 10 m toren  | CHN         | Chen Aisen Yang Hao              | RUS         | Aleksandr Bondar Viktor Minibajev | GER         | Patrick Hausding Sascha Klein |

### Vrouwen
| Onderdeel   | Goud        | Goud                   | Zilver      | Zilver                                 | Brons       | Brons                             |
| Individueel | Individueel | Individueel            | Individueel | Individueel                            | Individueel | Individueel                       |
| ----------- | ----------- | ---------------------- | ----------- | -------------------------------------- | ----------- | --------------------------------- |
| 1 m plank   | AUS         | Maddison Keeney        | RUS         | Nadezjda Bazjina                       | ITA         | Elena Bertocchi                   |
| 3 m plank   | CHN         | Shi Tingmao            | CHN         | Wang Han                               | CAN         | Jennifer Abel                     |
| 10 m toren  | MAS         | Cheong Jun Hoong       | CHN         | Si Yajie                               | CHN         | Ren Qian                          |
| Synchroon   |             |                        |             |                                        |             |                                   |
| 3 m plank   | CHN         | Chang Yani Shi Tingmao | CAN         | Jennifer Abel Mélissa Citrini-Beaulieu | RUS         | Nadezjda Bazjina Kristina Ilinych |
| 10 m toren  | CHN         | Ren Qian Si Yajie      | PRK         | Kim Mi-rae Kim Kuk-hyang               | MAS         | Cheong Jun Hoong Pandelela Rinong |

### Gemengd
| Onderdeel       | Goud | Goud                        | Zilver | Zilver                           | Brons | Brons                               |
| --------------- | ---- | --------------------------- | ------ | -------------------------------- | ----- | ----------------------------------- |
| 3 m plank       | CHN  | Wang Han Li Zheng           | GBR    | Grace Reid Tom Daley             | CAN   | Jennifer Abel François Imbeau-Dulac |
| 10 m toren      | CHN  | Ren Qian Lian Junjie        | GBR    | Lois Toulson Matty Lee           | PRK   | Kim Mi-rae Hyon Il-myong            |
| Landenwedstrijd | FRA  | Laura Marino Mathieu Rosset | MEX    | Viviana del Angel Rommel Pacheco | USA   | Krysta Palmer David Dinsmore        |

### Medaillespiegel
| Plaats | Land                | Goud | Zilver | Brons | Totaal |
| 1      | China               | 8    | 5      | 2     | 15     |
| 2      | Rusland             | 1    | 2      | 2     | 5      |
| 3      | Verenigd Koninkrijk | 1    | 2      | 0     | 3      |
| 4      | Maleisië            | 1    | 0      | 1     | 2      |
| 5      | Australië           | 1    | 0      | 0     | 1      |
| 5      | Frankrijk           | 1    | 0      | 0     | 1      |
| 7      | Canada              | 0    | 1      | 2     | 3      |
| 8      | Duitsland           | 0    | 1      | 1     | 2      |
| 8      | Noord-Korea         | 0    | 1      | 1     | 2      |
| 10     | Mexico              | 0    | 1      | 0     | 1      |
| 11     | Italië              | 0    | 0      | 2     | 2      |
| 12     | Oekraïne            | 0    | 0      | 1     | 1      |
| 12     | Verenigde Staten    | 0    | 0      | 1     | 1      |
| Totaal | Totaal              | 13   | 13     | 13    | 39     |